# El Bananero
Adrián Maximiliano Nario (Nueva Jersey, 12 de septiembre de 1976) más conocido como el Bananero, es un humorista, celebridad de internet y músico uruguayo-estadounidense, conocido por crear videos de clase B con humor irreverente y lenguaje obsceno a su sitio web y YouTube. Su popularidad y su amplia cobertura mediática, lo han convertido en una de las personalidades en línea y creadores de contenido más destacados en la historia de Hispanoamérica.
Comenzó realizando videos en su sitio web, que le enviaba a sus amistades, con humor satírico, irreverente, grosero, sexista, escatológico y obsceno, que usa de broma temas tabúes como el sexo o la pornografía. Posteriormente, en 2006 decidió crear su canal en YouTube, donde rápidamente obtuvo reconocimiento por sus videos de parodias de películas estadounidenses en formato de tráiler —como Spider-Man (2007), Harry Potter, Hulk (2008), Rambo (2008)—, parodias musicales —«Ricardo», «El pete de Wanda», «Isabel Sapee» o «Chica Fina»—, o infomerciales satíricos —«Muñeca System», «Mega Sopeda», «Spinner Mega-Pack» o «Gaytorade», alcanzando millones de visualizaciones.

## Biografía

### Primeros años
Adrián Nario nació el 12 de septiembre de 1976 en Nueva Jersey, fruto de un matrimonio de padres uruguayos que se exiliaron a Estados Unidos como consecuencia de la dictadura militar que existía en Uruguay.
Al terminar la dictadura en 1985, la familia vendió su negocio y retornaron a Montevideo, donde Nario fue anotado en una escuela pública. A los 8 años estuvo en la Asociación Cristiana de Jóvenes. En 1998, a la edad de 22 años, trabajaba como ayudante en demoliciones de casas con compañeros latinoamericanos para un jefe estadounidense en Miami, Estados Unidos.
En su adolescencia tocó en varias bandas de rock, entre ellas en Once Tiros. En 2001, mientras grababa su primer álbum en la banda, su familia decidió volver a los Estados Unidos, debido a la crisis económica que afectaba a Uruguay en ese momento, y aprovechando que él era la única persona en su familia con la nacionalidad estadounidense, pudieron volver al país.

### Comienzos en la web y éxito
En 2004, Adrián Nario comenzó a hacer videos para divertirse con sus amigos, con un contenido de humor satírico, irreverente, grosero, sexista, escatológico y obsceno, donde se burla de temas como el sexo, además de hacer parodias de películas famosas con montajes propios, captando la atención en Hispanoamérica. El 18 de agosto de ese mismo año grabó su primer video bajo el seudónimo "El Bananero". El video consistía en una parodia pornográfica donde una mujer le hacía una felación. Tuvo una página llamada «guru-pro.com» donde subía animaciones hechas en Flash Player; posterior a eso, creó su propio sitio web llamado elbananero.com para subir sus vídeos y compartirlos con sus compañeros de trabajo por MSN, quienes se lo contaron a otros amigos, haciéndose así popular al muy poco tiempo. Un año después de la creación de YouTube, abrió su canal, en el que también subió sus vídeos. Hizo un vídeo básico por semana durante los primeros tres meses, y después de un año su contenido llegó a tener visitas de 15.000 a 20.000 personas por video, convirtiéndose en una celebridad de Internet, o como se llama a sí mismo "celebridad de clase B", siendo popular entre los adolescentes de 15 años en adelante.
Entre su contenido se encuentran los «trailerazos», que son tráileres en clave parodia de algunas películas de Hollywood, con contenido original de las mismas, aunque sustituyendo el audio original y agregando ciertos efectos de edición. Entre los «trailerazos» destacados están El Hombre que Araña (parodia de Spider-Man), Harry el Sucio Potter (parodia de las películas de Harry Potter, que obtuvo más de cien millones de visitas en su momento), El impotente Hulk (parodia de Hulk), entre otros. Por la parodia de la serie animada He-Man que realizó, cuyo nombre es Iván el Trolazo, su canal de YouTube fue cerrado por reclamos de derechos de autor por Mattel; sin embargo, abrió otro canal, con el que llegó en 2016 al millón de suscriptores. Entre sus vídeos destacados está La Muñeca System.
Debido al contenido gráfico en sus vídeos, donde generalmente se ven los órganos sexuales, sus vídeos han sido eliminados de YouTube, por lo que comenzó a poner carteles de censura (en ocasiones, dicho cartel contenía insultos a la plataforma de vídeos) en esas partes del vídeo para su versión en YouTube, mientras que en su sitio web se puede ver el video sin censura. En enero de 2015, publicó una fotografía en Twitter junto a una de las estrellas porno más populares de la época, Mia Khalifa, con quien subió un vídeo para su canal llamado Mia Khalifa vs. la Muñeca Psicótica System.
Trailerazos
Las parodias de películas o series que ha sacado a lo largo del tiempo y que se puede encontrar en su página web son:
- Muñeca System - (2006)
- El consolador DaVinci (2007) #1
- El Hombre que Araña (2007) #2
- Harry, el sucio Potter (2007) #3
- John Salchichón Rambo (2008) #4
- El impotente Hulk (2009) #5
- Crepúsculo abierto (2010) #6
- La vida después del trailerazo (2016) #Especial
- Harry, el drogadicto Potter (2016) #7
- Superman ama a Batman, con el Guasón (2018) #8
- Caperusita como lokita (2019) #Especial
- Los Vergadores vs. Thanos el Rompe Anos (2019) #9
- El Hombre que Araña: el multivergazo (2021) #10
- Harry, el alcohólico Potter (2021) #11
- Blanca Nieves (2023) #14

### Shows en vivo
Además de ganarse la vida trabajando como productor audiovisual y youtuber, también realiza giras por Hispanoamérica y el resto del mundo desde 2014. Presentó su stand de comedia con humor para adultos en países como Estados Unidos, España, Chile, Colombia, Panamá, Perú, Costa Rica, Argentina, Ecuador, México, Uruguay, El Salvador, Nicaragua y Bolivia, entre otros.

### Música

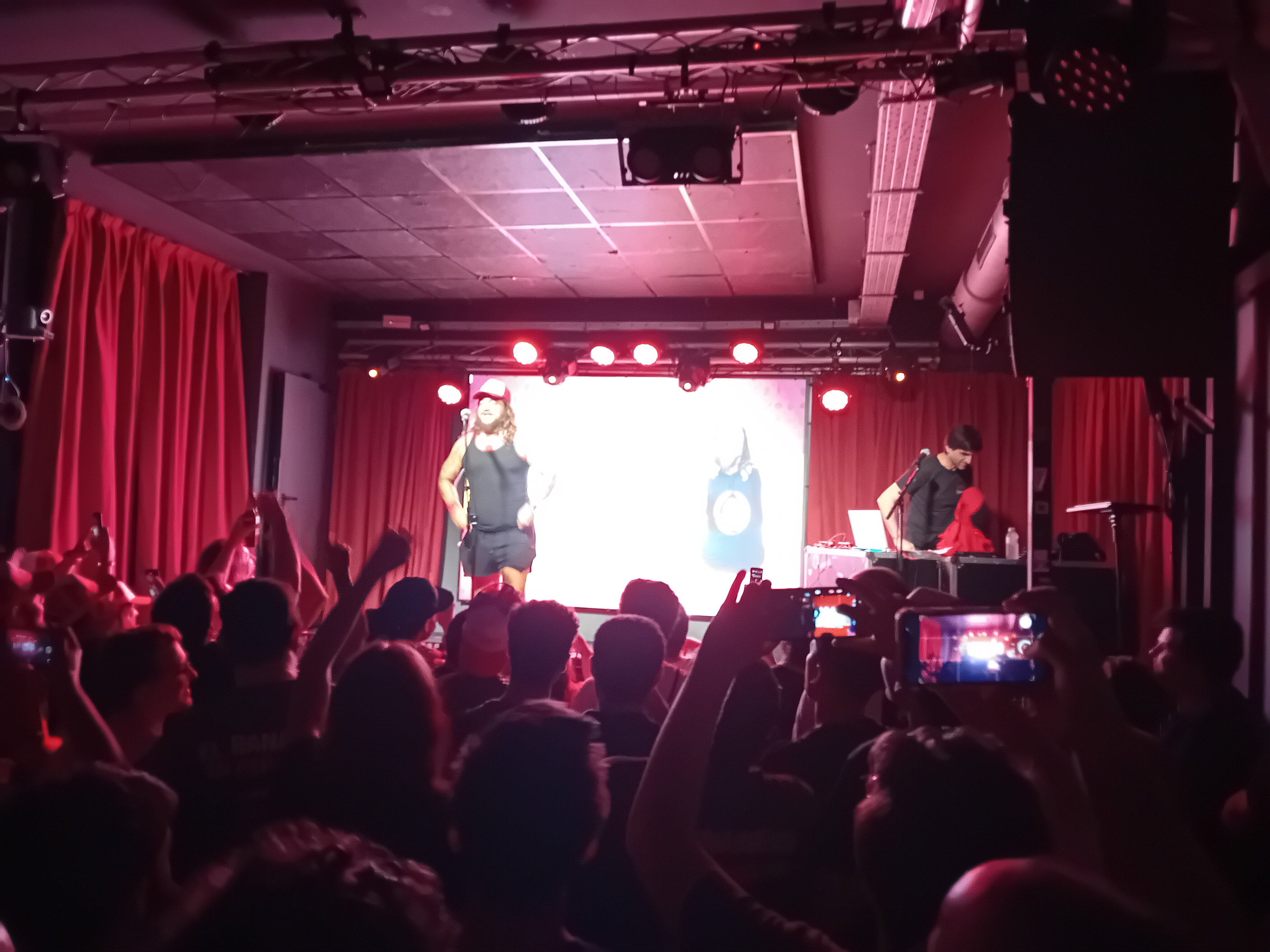
El Bananero presentándose en vivo en Sevilla, España, en 2024.

Además de haber formado parte de Once Tiros, ha incursionado como cantautor solista en el rock cómico con canciones como «Ricardo», «Me enamoré de una prostituta» y «El peluca, sapee».
En 2014 colaboró con la banda uruguaya The Party Band en la canción «Pensando en coger» y su respectivo videoclip.
En 2015 volvió brevemente con su banda Once Tiros para realizar una gira por España.
Durante el año 2020, junto con la banda Asspera, lanzaron la canción «El ganzo», donde la temática se centra en la vida en cuarentena durante la pandemia de Covid-19.
En julio de 2021 colaboró con el cantante peruano Faraón Love Shady en el sencillo «Duro 2 horas Remix», bajo la producción de Deleccio Beats.
En 2023 grabó junto a la banda Uruguaya de horror punk The Moons el tema «Dedicada a Jastin».
En la actualidad sólo ha hecho música para su programa Radio Garka, en donde destaca su intro «Es viernes de Radio Garka», (parodia de «Go West», de los Pet Shop Boys, original de los Village People, su canción de su sección «CDT» («Cosas de trolazos» versión de TNT de AC/DC), la dedicada a su gata «Isabel Sapee» (versión de «Zombie», de The Cranberries), «Es Hora de un Salute» (parodia de «Break My Stride» de Matthew Wilder, que es sintonizada a las 22:00 y se muestran fotos de seguidores del Bananero tomando alcohol y/o viéndolo) «Sopla la vela», al dedicar cumpleaños a sus seguidores en YouTube, y «Sabe» parodia de la canción de Luis Miguel «Suave».

### Otros ámbitos
En julio de 2019 lanzó un videojuego desarrollado por él mismo, titulado Rompe muñeca, el cual alcanzó el primer puesto en tendencias de Google Play.
En julio de 2021 lanzó la cerveza Japi, fabricada por la empresa Prision Pals Brewing Co, ubicada en Miami.
Nario es hincha de Nacional de Uruguay.